# كينت روشي
كينت روشي هو عالم قانوني كندي، ولد في 27 يوليو 1961.